# Насташівська сільська рада
| Насташівська сільська рада — колишній орган місцевого самоврядування у Рокитнянському районі Київської області з адміністративним центром у с. Насташка. Історична дата утворення: в 1918 році. Водоймища на території, підпорядкованій даній раді: річка Насташка, річка Жигалка. Сільській раді підпорядковані населені пункти: - с. Насташка - с. Колесникове |

## Склад ради
Рада складається з 16 депутатів та голови.

### Керівний склад ради
| ПІБ                             | Основні відомості                              | Дата обрання | Дата звільнення |
| ------------------------------- | ---------------------------------------------- | ------------ | --------------- |
| Орел Віктор Миколайович         | Сільський голова, 1962 року народження, освіта | 26.03.2006   | 31.10.2010      |
| Чумаківський Віктор Миколайович | Сільський голова,                              | 31.10.2010   |                 |

Примітка: таблиця складена за даними джерела